# Arthur Larsen
Pour les articles homonymes, voir Larsen.
Arthur "Art" David Larsen, né le 17 avril 1925 à Hayward (États-Unis) et mort à San Leandro (Californie), le 7 décembre 2012,, est un joueur de tennis américain. Il a notamment remporté un titre du Grand Chelem à Forest Hills, le futur US Open, à New York en 1950.
Il est membre du International Tennis Hall of Fame depuis 1969.

## Palmarès (partiel)

### Titres en simple messieurs
| No | Date       | Nom et lieu du tournoi                           | Catégorie | Surface      | Finaliste          | Score                   |          |
| -- | ---------- | ------------------------------------------------ | --------- | ------------ | ------------------ | ----------------------- | -------- |
| 1  | 1950       | Tournoi de tennis de la côte Pacifique, Berkeley |           | NC           | Herbert Flam       | 4-6, 6-3, 6-3, 6-2      |          |
| 2  | 27-08-1950 | US National Championships, Forest Hills          | G. Chelem | Gazon (ext.) | Herbert Flam       | 6-3, 4-6, 5-7, 6-4, 6-3 | Parcours |
| 3  | 1951       | Tournoi de tennis de River Oaks, Houston         |           | NC           | Herbert Flam       | 6-4, 7-5, 3-6, 10-8     |          |
| 4  | 1955       | German International Championships, Hambourg     |           | Terre (ext.) | Władysław Skonecki | 3-6, 6-3, 7-5, 6-8, 6-3 |          |
| 5  | 1955       | Tournoi de tennis de Barcelone, Barcelone        |           | Terre (ext.) | Budge Patty        | 7-5, 3-6, 7-5, 2-6, 6-4 |          |

### Finales en simple messieurs
| No | Date       | Nom et lieu du tournoi                           | Catégorie | Surface      | Vainqueur      | Score                   |          |
| -- | ---------- | ------------------------------------------------ | --------- | ------------ | -------------- | ----------------------- | -------- |
| 1  | 1949       | Tournoi de tennis de South Orange, South Orange  |           | NC           | Gardnar Mulloy | 5-7, 1-6, 6-2, 6-3, 6-2 |          |
| 2  | 1950       | Tournoi de tennis du Queen's                     |           | NC           | John Bromwich  | 6-2, 6-4                |          |
| 3  | 1952       | Tournoi de tennis de la côte Pacifique, Berkeley |           | NC           | Dick Savitt    | 10-8, 6-3, 6-4          |          |
| 4  | 21-04-1952 | Tournoi de tennis de River Oaks, Houston         |           | NC           | Gardnar Mulloy | 6-3, 3-6, 3-6, 8-6, 6-4 |          |
| 5  | 17-05-1954 | Internationaux de France, Paris                  | G. Chelem | Terre (ext.) | Tony Trabert   | 6-4, 7-5, 6-1           | Parcours |
| 6  | 08-08-1955 | Bavarian Tennis Championships, Munich            |           | Terre (ext.) | Budge Patty    | 6-3, 6-3, 6-3           |          |

### Titre en double messieurs
| No | Date | Nom et lieu du tournoi       | Catégorie | Surface      | Partenaire    | Finalistes                        | Score              |  |
| -- | ---- | ---------------------------- | --------- | ------------ | ------------- | --------------------------------- | ------------------ |  |
| 1  | 1955 | Internationaux d'Italie Rome |           | Terre (ext.) | Enrique Morea | Nicola Pietrangeli Orlando Sirola | 6-1, 6-4, 4-6, 7-5 |  |

### Finales en double messieurs
| No | Date | Nom et lieu du tournoi                          | Catégorie | Surface      | Vainqueurs                     | Partenaire  | Score                   |  |
| -- | ---- | ----------------------------------------------- | --------- | ------------ | ------------------------------ | ----------- | ----------------------- |  |
| 1  | 1952 | Tournoi de tennis de la côte Pacifique Berkeley |           | NC           | Dick Savitt Vic Seixas         | Noel Brown  | 2-6, 6-4, 2-6, 6-2, 7-5 |  |
| 2  | 1955 | Tournoi de tennis de Barcelone Barcelone        |           | Terre (ext.) | Mervyn Rose George Worthington | Budge Patty | 6-2, 2-6, 6-2, 6-1      |  |
| 3  | 1956 | Tournoi de tennis de Barcelone Barcelone        |           | Terre (ext.) | Don Candy Lew Hoad             | Robert Howe | 6-1, 6-1, 6-2           |  |